# GtkInspector
GtkInspector — інтерактивний зневаджувач, інтегрований у штатну поставку випусків GTK+ починаючи від версії 3.14. Інтеграція GtkInspector з GTK+ надає засоби зневадження синхронно з GTK+ і забезпечує розробникам можливість мати зневаджувач завжди під рукою. Зневаджувач можна викликати на льоту для будь-якого GTK-застосунку через клавіатурні комбінації Control-Shift-I або Control-Shift-D. Настройку виклику зневаджувача можна здійснити через GSettings-ієрархію org.gtk.Settings.Debug.
Зневаджувач створений за мотивами проекту gtkparasite (спроба створити подобу Firebug для GTK+) і дозволяє наочно інспектувати ієрархію віджетів, на льоту міняти властивості і спостерігати викликані цим зміни в інтерфейсі, керувати налаштуваннями тем оформлення (міняти теми або окремі елементи в процесі зневадження), використовувати режим підсвічування оновлюваних у процесі роботи графічних областей, відображати вміст пиксельного кешу, виводити розмітку вирівнювання елементів.
Надається три основні режими роботи:
- Інспектування об'єктів
- Візуальне інспектування
- Перевизначення властивостей оформлення через CSS

## Виноски
1. ↑  INTRODUCING GTKINSPECTOR